# Dendrobium crenicristatum
Dendrobium crenicristatum är en orkidéart som beskrevs av Henry Nicholas Ridley. Dendrobium crenicristatum ingår i släktet Dendrobium, och familjen orkidéer. Inga underarter finns listade i Catalogue of Life.